# MSC Grandiosa
 (novembre 2017).
Le MSC Grandiosa est un navire de croisière, en juin 2022 un des plus gros paquebots d'Europe après les navires de la classe Excellence des flottes Costa et Aida, et un des plus gros paquebots au monde (en tonnage). Il appartient à la compagnie MSC Croisières.
Il a été construit aux Chantiers de l'Atlantique de Saint-Nazaire.
Le MSC Grandiosa est le troisième paquebot de la Classe Meraviglia. Son sister-ship est le MSC Virtuosa.

## Histoire
En mars 2014, MSC Croisières commande deux navires de type « Vista » (plus deux en option) aux chantiers de l'Atlantique STX France de Saint-Nazaire. STX France était en concurrence avec les Italiens Fincantieri pour cette commande. Le projet Vista permet aux quatre futurs navires d'aller dans un maximum de ports avec une longueur réduite à 315 mètres mais pouvant accueillir plus de passagers et d'agrandir la largeur du navire (43 mètres). Ces paquebots seraient donc[source secondaire souhaitée] les quatre plus gros paquebots d'Europe. La compagnie veut aussi enrichir ces navires avec plus de restaurants ayant des horaires plus libres pour les passagers[pertinence contestée].
La compagnie décide d'agrandir les projets des deux derniers navires de la classe : la longueur passe à 331 mètres (plus 17 mètres), et 200 cabines en plus. A quai, le bateau s'alimentera en électricité au port, pour moins polluer. Il émettra 97% d'oxyde de soufre en moins et 80% d'oxyde d'azote en moins grâce à un système hybride de nettoyage des gaz (Scrubbers)[source insuffisante].
La découpe de la première tôle du premier navire a eu lieu le 15 novembre 2017[réf. souhaitée], en présence de l'armateur qui annonce le nom du navire : MSC Grandiosa.
Son inauguration a eu lieu le 31 octobre 2019 à Hambourg en présence de Sophia Loren, marraine de MSC Croisière.
La première croisière a eu lieu le 23 novembre 2019, après une croisière inaugurale de Hambourg à Gênes.
Le lundi 30 décembre 2019 au matin, il est victime d'un accident mineur au port de Palerme, poussé par le vent lors de l'accostage : la poupe, à bâbord, a heurté la jetée Vittorio Veneto, mais en ne faisant pas de dégâts importants, ni aucun blessé. Le navire a quitté Palerme pour La Valette plus tard dans la journée.

## Description
Le MSC Grandiosa dispose de plusieurs infrastructures:
- deux ascenseurs avec vue sur la mer (un à tribord, l'autre à bâbord) ;
- une piscine avec toit rétractable ;
- un parc aquatique ;
- un théâtre;
- un musée d'art.
- Un parc d'accrobranche
- Une piscine ouverte au centre du navire
- Un bassin sur la plage arrière
- Deux jacuzzi extérieurs
- Un casino
- Une galerie commerciale
- Un spa
- Une salle de sport
- Une salle de fitness